# Laccobius obscuratus
Laccobius obscuratus é uma espécie de insetos coleópteros polífagos pertencente à família Hydrophilidae.
A autoridade científica da espécie é Rottenberg, tendo sido descrita no ano de 1874.
Trata-se de uma espécie presente no território português.